# Pokrzyk wilcza jagoda

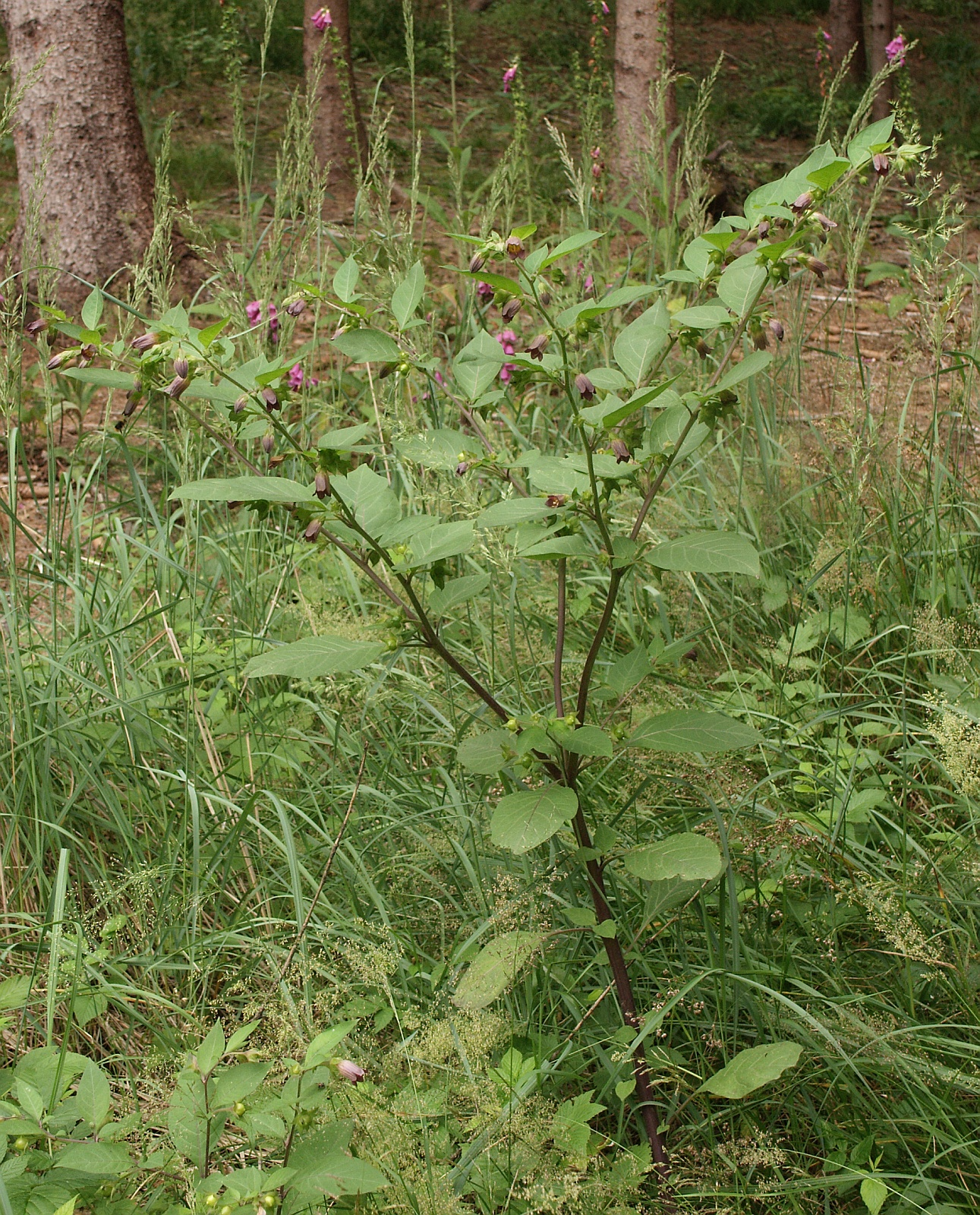
Pokrój

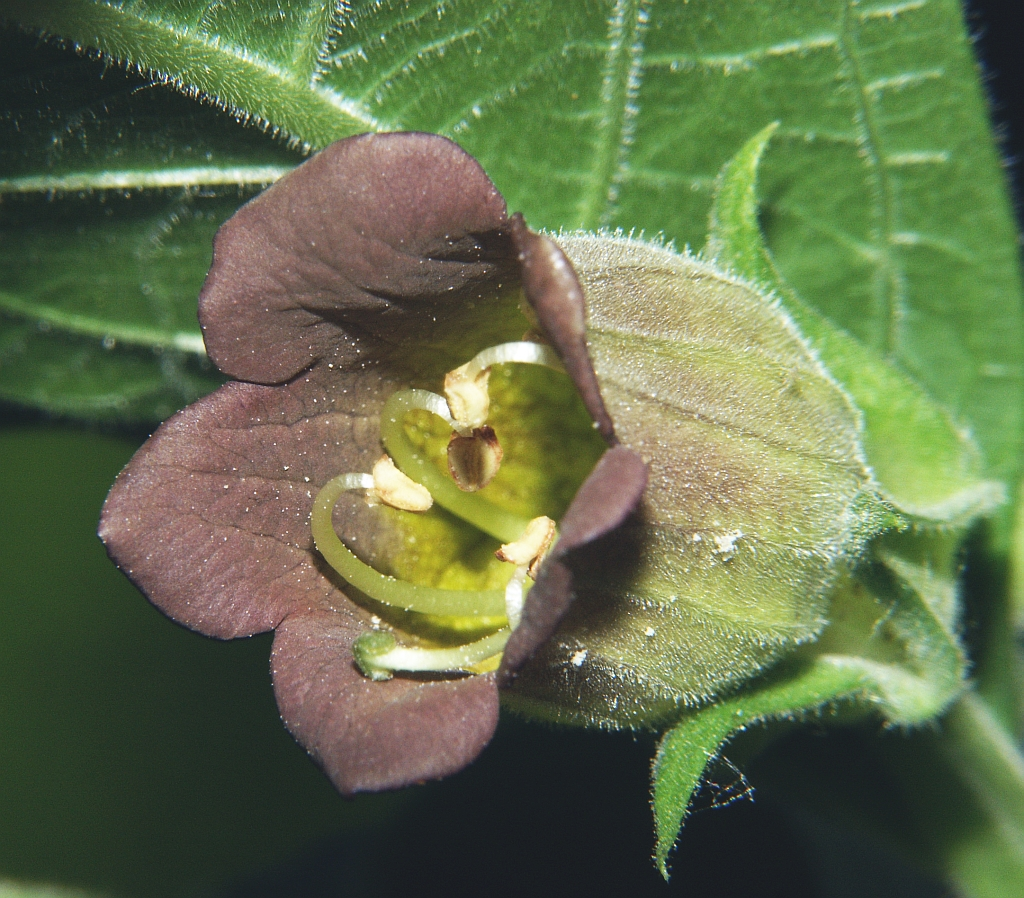
Kwiat

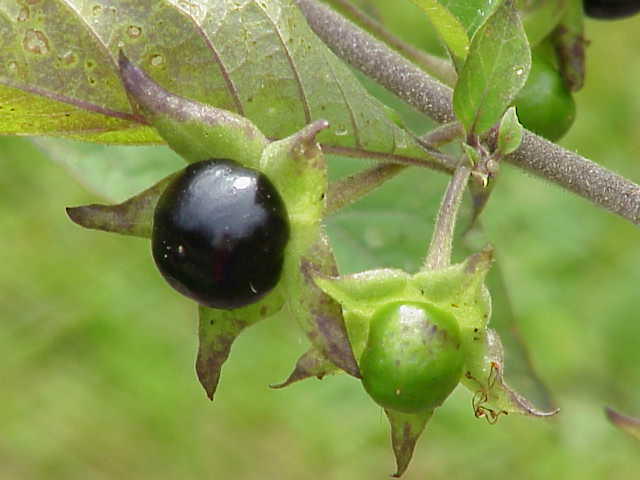
Owoc

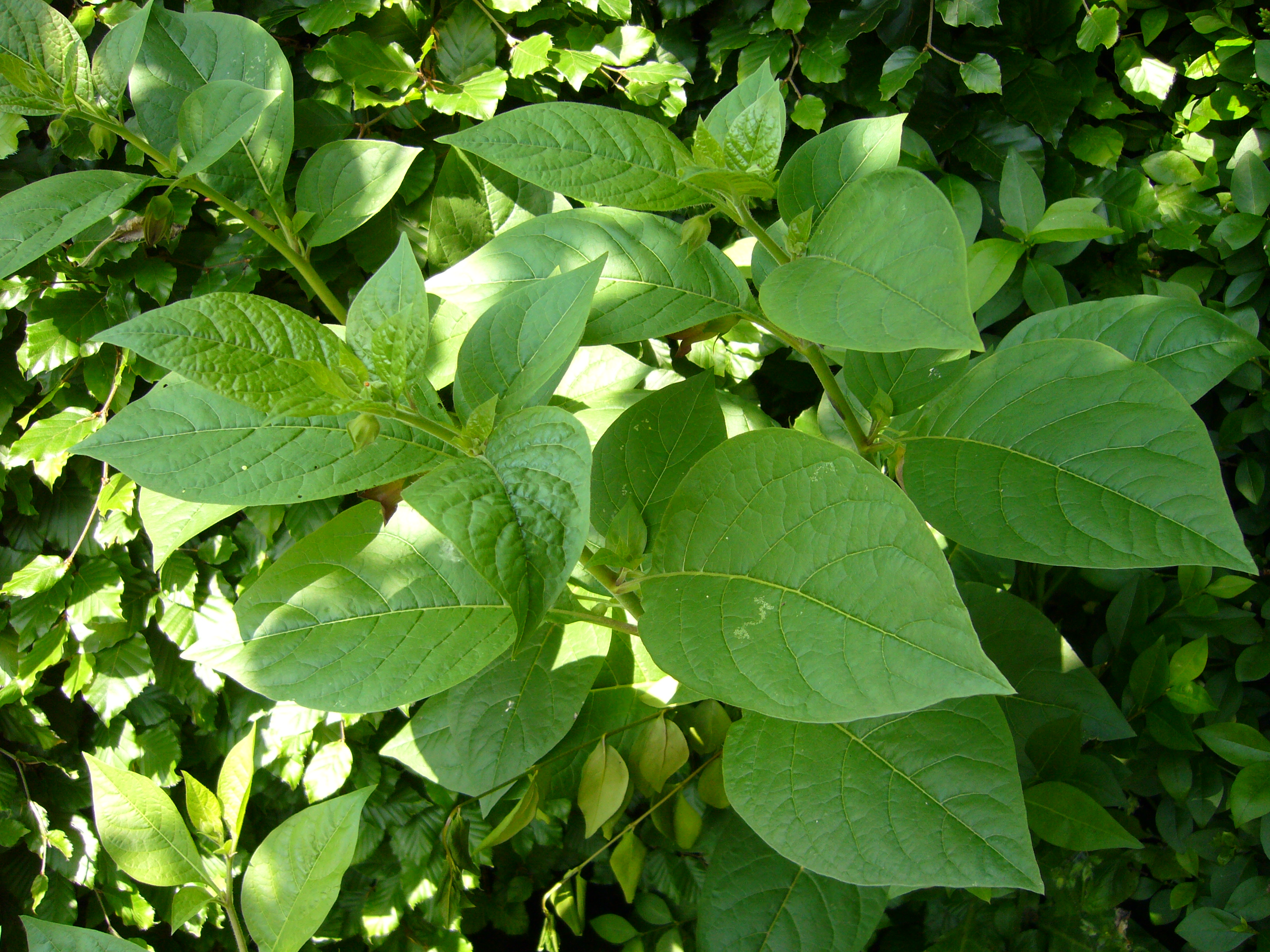
Liście

Pokrzyk wilcza jagoda (Atropa belladonna L.) – gatunek wieloletniej rośliny z rodziny psiankowatych (Solanaceae). Ma wiele nazw zwyczajowych: wilcza wiśnia, wilcza jagoda, psinki, leśna tabaka, belladonna. Występuje w Europie, Afryce Północnej, Azji Zachodniej. Introdukowana w części Ameryki Północnej. W Polsce także roślina uprawna i dziczejąca. Występuje głównie w południowej części kraju, roślina rzadka, objęta ochroną. Wszystkie części rośliny są trujące.

## Morfologia
PokrójPrzypomina niewysoki krzew o wys. od 50 do 150 cm.
KorzeńW pierwszym roku palowy, rozgałęziony. W latach następnych tworzy gałęziste kłącze o średnicy do 7 cm i dużej liczbie korzeni bocznych, z kilkunastoma stożkami wzrostu.
ŁodygaWzniesiona, w dolnej części najczęściej z trzema rozgałęzieniami, wyżej gruczołowato omszona, kanciasta, zielona, częściowo fioletowo lub brunatnie nabiegła.
LiścieJajowate do eliptycznych, zaostrzone, całobrzegie, u nasady zwężone w krótki ogonek. Duże, do 25 cm długości i 12 szerokości, na szczytach rozgałęzień mniejsze. Na łodygach u dołu skrętoległe, wyżej zbliżone do siebie parami (prawie naprzeciwległe), z których jeden jest zawsze większy a drugi mniejszy.
KwiatyPojedyncze (rzadko parami), osadzone w kątach rozgałęzień i kątach ogonków liściowych na krótkich, zwisających szypułkach. Kielich zielony, trwały, otaczający owoc, głęboko rozcięty, do 2 cm długości, korona beczułkowato-dzwonkowata, płatki krótkie, u góry brudnofioletowe, u podstawy brązowożółte, żyłkowane. Korona opada. Pręcików pięć, nitki u dołu omszone, wygięte, słupek jeden z fioletową szyjką.
OwoceFioletowoczarna, błyszcząca, wielonasienna jagoda wielkości wiśni. Owoc ma słodki smak. Nasiona drobne, nerkowate, brunatne. MTS wynosi od 0,6 do 1,2 g.

## Biologia i ekologia
Rozwój
Bylina, hemikryptofit. W Polsce kwitnie w czerwcu i lipcu. Kwiaty zapylane są przez owady, czasem dochodzi do samozapylenia.
Cechy fitochemiczne
Jest rośliną trującą. Wszystkie jej organy są trujące, przy czym największe stężenie trujących alkaloidów znajduje się w korzeniach i owocach. Owoce zawierają niemal wyłącznie atropinę, pozostałe organy – hioscyjaminę. Korzenie wyróżniają się obecnością większych ilości ubocznych alkaloidów wzmacniających działanie hioscyjaminy na mięśnie. Działanie szkodliwe alkaloidów polega na pobudzaniu przechodzącym w porażenie mózgowia, międzymózgowia i rdzenia przedłużonego oraz porażaniu układu obwodowego. Przyjmuje się za dawkę śmiertelną 10–20 owoców u dorosłych i 3–4 u dzieci, choć różnice osobnicze są znaczne. Pierwszymi objawami zatrucia jest silne pobudzenie i euforyczne halucynacje. Następnie pobudzenie nasila się aż do wystąpienia napadów szału, nierozpoznawania otoczenia, światłowstrętu, występują m.in. zaburzenia mowy, w końcu utrata przytomności i w skrajnych przypadkach zgon w wyniku porażenia oddechu podczas śpiączki.
Fitosocjologia
Preferuje miejsca wilgotne, zacienione, z żyzną glebą. Wilczą jagodę można spotkać najczęściej na obrzeżach lasów i na leśnych porębach. Roślina azotolubna. W klasyfikacji zbiorowisk roślinnych gatunek charakterystyczny dla zespołu (Ass.) Atropetum belladonnae.

## Zagrożenia i ochrona
Roślina objęta jest w Polsce ochroną od 1957 roku. W latach 1957–1995 znajdowała się pod ochroną częściową, następnie do 2014 roku pod ochroną ścisłą, a od 2014 roku ponownie podlega ochronie częściowej. Zagrożeniem dla gatunku był zbiór ze stanowisk naturalnych jako surowca dla przemysłu farmaceutycznego, co doprowadziło do zubożenia lub zaniku niektórych stanowisk. Część stanowisk znajduje się na terenach chronionych, np. w Roztoczańskim, Ojcowskim i Pienińskim Parku Narodowym. Umieszczona na polskiej czerwonej liście w kategorii NT (bliski zagrożenia).

## Zastosowanie

### Roślina lecznicza
surowiec zielarskiLiść pokrzyku (Belladonnae folium) – wysuszone liście lub wysuszone liście i kwitnące, a niekiedy owocujące szczyty pędów o zawartości nie mniej niż 0,30% sumy alkaloidów w przeliczeniu na hioscyjaminę. Surowiec zawiera alkaloidy (głównie hioscyjamina, niewielka ilość skopolaminy), a poza tym flawonoidy, kwercetynę, kemferol, garbniki, kwasy organiczne.
Działanie i zastosowanieProdukowane z pokrzyku preparaty zmniejszają napięcie mięśni gładkich, działają hamująco na układ nerwowy przywspółczulny, rozszerzają źrenicę oka, zmniejszają wydzielanie wszystkich gruczołów. Znajdują zastosowanie w okulistyce podczas badania oka (atropina), a także w leczenia kaszlu, kolki nerkowej i żółciowej, astmy i schorzeń żołądkowo-jelitowych.

## Obecność w kulturze
Łacińska nazwa Atropa ustalona została dla rodzaju przez Linneusza. Wywodzona jest od imienia jednej z trzech greckich bogiń przeznaczenia (parek). Właśnie Atropos była tą, która przecinała nić życia. Greckie słowo atropos oznacza nieodwracalny, nieunikniony. Druga część nazwy belladonna to po włosku „piękna pani”. We Włoszech owoce rośliny wykorzystywane były przez kobiety do barwienia ust, co dawało efekt podobny do użycia szminki. Poza tym sok z jagód lub wyciągi z rośliny stosowane były jako kosmetyk rozszerzający źrenice, nadający im blask oraz przyspieszający i pogłębiający oddech.
Wilcza jagoda w tekstach kultury:
- Leonie Ossowski, Wilcze jagody, powieść, 1987
- Seweryna Szmaglewska, Wilcza jagoda, powieść, 1977
- L.P. Hartley, The Go-Between, powieść, 1953
- A. Sapkowski, Saga o Wiedźminie, Chrzest Ognia
- Magdalena Kubasiewicz, seria Wilcza Jagoda
- Jodi Picoult, Czarownice z Salem Falls